# Смирнов, Иван Яковлевич
Иван Яковлевич Смирнов — советский государственный и политический деятель, председатель Курского областного исполнительного комитета.

## Биография
Родился в 1902 году в Орловской губернии. Член ВКП(б) с 1925 года.
С 1924 года — на общественной и политической работе. В 1924—1938 гг. — секретарь уездного комитета РКСМ, политический организатор по комсомолу Болховского уездного военного комиссариата, секретарь Болховского уездного комитета ВЛКСМ, секретарь комитета ВКП(б) Болховского кожевенного завода, заведующий Агитационно-пропагандистским отделом Болховского уездного комитета ВКП(б),
ответственный секретарь Ускинского районного комитета ВКП(б), инструктор Орловского окружного комитета ВКП(б), секретарь комитета ВКП(б) Орловской обувной фабрики, заместитель директора Орловской обувной фабрики, директор Болховского кожевенного завода, Курской обувной фабрики, Елецкого кожевенного завода, заведующий Агитационно-массовым отделом Елецкого городского районного комитета ВКП(б), секретарь Верховского, Нижне-Деревенского, Ливенского районного комитета ВКП(б), заведующий Сельскохозяйственным отделом Курского областного комитета ВКП(б), и. о. председателя Исполнительного комитета Курского областного Совета.
Избирался депутатом Верховного Совета СССР 1-го созыва.
Арестован в феврале 1938 года, расстрелян 23 октября 1938 года в Курске.